# Liste des œuvres de Ludwig Wittgenstein
Posthume à trois ouvrages près, l'œuvre de Ludwig Wittgenstein est néanmoins philosophiquement l'une des plus importantes du XXe siècle. Après le Tractatus, les Quelques remarques sur la forme logique, et un Wörterbuch für Volkschulen, Wittgenstein avait préparé la publication de certains de ses manuscrits en chargeant ses trois exécuteurs testamentaires de les éditer. Les œuvres du philosophe s'étendent pourtant au-delà des quelques ouvrages pour lesquels il avait pris soin de donner des consignes. Rush Rhees, Georg Henrik von Wright, et G. E. M. Anscombe ne se sont donc pas bornés à suivre la volonté de leur ancien compagnon, et leur travail d'édition (ensuite continué par d'autres) s'est étendu bien au-delà.
L'absence de publication du vivant de Wittgenstein rendant la présentation chronologique parfois sujette à caution, nous donnons ici les ouvrages dans l'ordre où ils ont été publiés et non dans celui où ils ont été écrits. Une chronologie reconstituée est disponible à la fin de l'article.

## Liste simple
Par ordre de publication
- 1913 : Notes sur la logique (Notes on Logic, in Notebooks 1914-1916, p. 93-107)
- 1921 (puis 1922) : Tractatus logico-philosophicus
- 1926 : Wörterbuch für Volksschulen, rééd. 1977
- 1929 : Quelques remarques sur la forme logique (Some Remarks on Logical Form)
- 1929 : Conférence sur l'éthique
- 1953 : Investigations philosophiques (écrit de 1936 à 1950), ou Recherches philosophiques dans la dernière traduction (2004)
- 1956 : Remarques sur les fondements des mathématiques
- 1958 : Le Cahier bleu (écrit en 1933-1934), Le Cahier brun (écrit en 1934-1935)
- 1961 : Carnets 1914-1916 (Notebooks 1914-1916)
- 1964 : Remarques philosophiques (écrit en 1929-1930)
- 1966 : Leçons et Conversations sur l'esthétique, la psychologie et la croyance religieuse
- 1967 : Fiches
- 1967 : Remarques sur le Rameau d'or de Frazer
- 1969 : De la certitude ; Grammaire philosophique
- 1971 : Prototractatus
- 1977 : Remarques sur les couleurs
- 1978 : Remarques mêlées
- 1979 : Les Cours de Cambridge, 1932-1935
- 1980 : Remarques sur la philosophie de la psychologie ; Les Cours de Cambridge, 1930-1932

## Liste détaillée
| Tractatus logico-philosophicus | |
| Titre original                 | Logisch-Philosophische Abhandlung |
| Langue de rédaction            | Allemand |
| Période de rédaction           | ? |
| Année de publication           | 1921, puis 1922 sous le titre actuel |
| Édition originale              | Organisation de la publication laissée aux soins de Dorothy Wrinch ; éditeur : Wilhelm Ostwald. |
| Traduction française           | 1961, puis 1993 |
| Traducteur(s) français         | Pierre Klossowski, puis Gilles Gaston Granger |
| Autres informations            | La première édition, publiée dans la revue allemande Annalen der Naturphilosophie, comprenait de nombreuses erreurs (intégration au texte de questions manuscrites de Russell par exemple), et Wittgenstein s'en est plaint. |

| Quelques remarques sur la forme logique |                                                   |
| Titre original                          | Some remarks on logical form                      |
| Langue de rédaction                     | Anglais                                           |
| Période de rédaction                    | ?                                                 |
| Année de publication                    | ?                                                 |
| Édition originale par                   | ?                                                 |
| Traduction française                    | 1985                                              |
| Traducteur(s) français                  | ?                                                 |
| Autres informations                     | Publié du vivant de l'auteur. Renié par la suite. |

| Investigations philosophiques | |
| Titre alternatif              | Recherches philosophiques (nouvelle trad.)                                                               |
| Titre original                | Philosophische Untersuchungen                                                                            |
| Langue de rédaction           | Allemand                                                                                                 |
| Période de rédaction          | 1936-1949 (ou 1950)                                                                                      |
| Année de publication          | 1953 |
| Édition originale par         | G. E. M. Anscombe et Rush Rhees                                                                          |
| Traduction française          | 1961, puis 2004                                                                                          |
| Traducteur(s) français        | Pierre Klossowski, puis Collectif : Élisabeth Rigal, Françoise Dastur, Jean-Luc Gautero et Maurice Elie. |
| Autres informations           | Avec le Tractatus, le second pilier de la philosophie de Wittgenstein.                                   |

| Remarques sur les fondements des mathématiques |                                                  |
| Titre original                                 | Bemerkungen über die Grundlagen der Mathematik   |
| Langue de rédaction                            | Allemand                                         |
| Période de rédaction                           | ?                                                |
| Année de publication                           | 1956                                             |
| Édition originale par                          | G. E. M. Anscombe, G.H von Wright, et Rush Rhees |
| Traduction française                           | 1983                                             |
| Traducteur(s) français                         | Marie-Anne Lescourret                            |
| Autres informations                            |                                                  |

| Cahier bleu            |                                                |
| Titre original         | Blue book                                      |
| Langue de rédaction    | Anglais                                        |
| Période de rédaction   | 1933-34,                                       |
| Année de publication   | 1958                                           |
| Édition originale par  | Rush Rhees                                     |
| Traduction française   | 1986, puis 1996                                |
| Traducteur(s) français | Jean Wahl, puis Marc Goldberg et Jérôme Sackur |
| Autres informations    | Publié conjointement au Cahier Brun.           |

| Cahier brun            | |
| Titre original         | Brown book |
| Langue de rédaction    | Anglais |
| Période de rédaction   | 1934-1935 |
| Année de publication   | 1958 |
| Édition originale par  | Rush Rhees |
| Traduction française   | 1986, puis 1996 |
| Traducteur(s) français | Jean Wahl, puis Marc Goldberg et Jérôme Sackur |
| Autres informations    | Publié conjointement au Cahier bleu. Il existe également une version allemande du Cahier brun, qui diffère par endroits de la version originale en anglais. |

| Carnets 1914-1916      | |
| Titre original         | Notebooks 1914-1916 |
| Langue de rédaction    | Allemand pour les Carnets, anglais pour les appendices |
| Période de rédaction   | Pièces allant de 1912 à 1920. |
| Année de publication   | 1961 |
| Édition originale par  | G. E. M. Anscombe et G.H von Wright |
| Traduction française   | 1971 |
| Traducteur(s) français | Gilles Gaston Granger |
| Autres informations    | Le volume se compose du texte des Carnets (août 1914-janvier 1917), et de trois appendices numérotés de I à III (I, Notes sur la logique (septembre 1913) ; II, Notes dictées à G.E Moore en Norvège (avril 1914) ; III, Extraits de lettres de Wittgenstein à Russell (fragments allant de 1912 à 1920). Certains passages des Carnets sont repris textuellement dans le Tractatus. |

| Remarques philosophiques |                            |
| Titre original           | Philosophische Bemerkungen |
| Langue de rédaction      | Allemand                   |
| Période de rédaction     | 1930                       |
| Année de publication     | 1964                       |
| Édition originale par    | Rush Rhees                 |
| Traduction française     | 1975                       |
| Traducteur(s) français   | Jacques Fauve              |
| Autres informations      |                            |

| Leçons et conversations sur l'esthétique, la psychologie et la croyance religieuse | |
| Titre original                                                                     | Lectures and conversations on aesthetics, psychology and religious belief                                                              |
| Langue de rédaction                                                                | Anglais |
| Période de rédaction                                                               | ? |
| Année de publication                                                               | 1966 |
| Édition originale par                                                              | Cyril Barrett |
| Traduction française                                                               | 1971 |
| Traducteur(s) français                                                             | Jacques Fauve |
| Autres informations                                                                | Il s'agit de notes prises par des élèves de Wittgenstein compilées. Les rédacteurs sont : Yorick Smythies, Rush Rhees et James Taylor. |

| Fiches                 |                                                           |
| Titre original         | Zettel                                                    |
| Langue de rédaction    | Allemand                                                  |
| Période de rédaction   | 1929-1948                                                 |
| Année de publication   | 1967                                                      |
| Édition originale par  | G. E. M. Anscombe et G.H von Wright                       |
| Traduction française   | 1971 puis 2008                                            |
| Traducteur(s) français | Jacques Fauve puis Élisabeth Rigal et Jean-Pierre Cometti |
| Autres informations    |                                                           |

| De la certitude        |                                                                                           |
| Titre original         | Über Gewissheit                                                                           |
| Langue de rédaction    | Allemand                                                                                  |
| Période de rédaction   | 1949-1951                                                                                 |
| Année de publication   | 1969                                                                                      |
| Édition originale par  | G. E. M. Anscombe et G.H von Wright                                                       |
| Traduction française   | 1976                                                                                      |
| Traducteur(s) français | Jacques Fauve                                                                             |
| Autres informations    | Dernier ouvrage de l'auteur, auquel il travaillait encore quelques jours avant son décès. |

| Grammaire philosophique | |
| Titre original          | Philosophische Grammatik |
| Langue de rédaction     | Allemand |
| Période de rédaction    | Source principale du texte terminée en 1933 (peut être fin 1932). Révisions partielles en 1933-1934. |
| Année de publication    | 1969 |
| Édition originale par   | Rush Rhees |
| Traduction française    | 1980 |
| Traducteur(s) français  | Marie-Anne Lescourret |
| Autres informations     | Ouvrage composite : il reprend le contenu du Grand Cahier (Big Typescript) en intégrant les révisions du texte. Probablement terminé en 1933, le Grand Cahier comporte deux parties. La première a été sujette à deux révisions. La Grammaire philosophique reprend la seconde partie inchangée et lui adjoint la première partie révisée. |

| Prototractatus         | |
| Titre original         | Prototractatus |
| Langue de rédaction    | Allemand |
| Période de rédaction   | ? |
| Année de publication   | 1971 |
| Édition originale par  | Brian McGuiness, Tore Nyberg, et G.H. von Wright |
| Traduction française   | Aucune |
| Traducteur(s) français | Aucun |
| Autres informations    | Une version antérieure du Tractatus logico philosophicus. Le volume contient un fac-similé du manuscrit de Wittgenstein et un tableau des correspondances entre Prototractatus et Tractatus. |

| Remarques sur les couleurs |                                  |
| Titre original             | Bemerkungen über die Farben      |
| Langue de rédaction        | Allemand                         |
| Période de rédaction       |                                  |
| Année de publication       | 1977                             |
| Édition originale par      | G. E. M. Anscombe                |
| Traduction française       | 1983                             |
| Traducteur(s) français     | Gérard Granel et Élisabeth Rigal |
| Autres informations        |                                  |

| Remarques mêlées       |                                |
| Titre original         | Vermischte Bemerkungen         |
| Langue de rédaction    | Allemand                       |
| Période de rédaction   |                                |
| Année de publication   | 1978                           |
| Édition originale par  | G.H von Wright et Heikki Nyman |
| Traduction française   | 1984                           |
| Traducteur(s) français | Gérard Granel                  |
| Autres informations    |                                |

| Les cours de Cambridge, 1932-1935' | |
| Titre original                     | Wittgenstein's lectures : Cambridge, 1932-1935                                                                        |
| Langue de rédaction                | Anglais |
| Période de rédaction               | |
| Année de publication               | 1979 |
| Édition originale par              | Alice Ambrose |
| Traduction française               | 1992 |
| Traducteur(s) français             | Élisabeth Rigal |
| Autres informations                | Les notes de cours à partir desquels ce texte a été constitué ont été prises par Alice Ambrose et Margaret Macdonald. |

| Remarques sur la philosophie de la psychologie |                                                  |
| Titre original                                 | Bemerkungen über die Philosophie der Psychologie |
| Langue de rédaction                            | Allemand                                         |
| Période de rédaction                           |                                                  |
| Année de publication                           | 1980                                             |
| Édition originale par                          | G. E. M. Anscombe et G.H von Wright              |
| Traduction française                           | 1989                                             |
| Traducteur(s) français                         | Gérard Granel                                    |
| Autres informations                            |                                                  |

| Les cours de Cambridge, 1930-1932 | |
| Titre original                    | Wittgenstein's lectures : Cambridge, 1930-1932                                                            |
| Langue de rédaction               | Anglais                                                                                                   |
| Période de rédaction              | |
| Année de publication              | 1980 |
| Édition originale par             | Desmond Lee                                                                                               |
| Traduction française              | |
| Traducteur(s) français            | |
| Autres informations               | Les notes de cours à partir desquels ce texte a été constitué ont été prises par John King et Desmond Lee |

## Reconstitution chronologique
| Reconstitution chronologique                                  | |
| Carnets 1914-1916.                                            | selon les pièces, les textes s'échelonnent de 1912 à 1920 \| Notes sur la logique \| septembre 1913 \| \| Notes dictées à G.E Moore en Norvège \| avril 1914 \| \| Carnets \| octobre 1914 - janvier 1917 \| \| Extraits de lettres de Wittgenstein à Russell \| fragments allant de 1912 à 1920 \| |
| Tractatus logico-philosophicus                                | 1921 |
| ...                                                           | ... |
| Remarques philosophiques                                      | |
| Grand Cahier                                                  | terminé en 1933 (peut être fin 32) |
| Cahier bleu ; révisions de la première partie du Grand Cahier | 1933-1934 |
| Cahier brun                                                   | 1934-1935 |
| ...                                                           | ... |
| Investigations philosophiques                                 | 1936-1949 (ou 1950) |
| ...                                                           | ... |
| De la certitude                                               | 1949-1951 |
| Notes sur la logique                                          | septembre 1913 |
| Notes dictées à G.E Moore en Norvège                          | avril 1914 |
| Carnets                                                       | octobre 1914 - janvier 1917 |
| Extraits de lettres de Wittgenstein à Russell                 | fragments allant de 1912 à 1920 |